# Drepanogynis clavata
Drepanogynis clavata är en fjärilsart som beskrevs av Claude Herbulot 1960. Drepanogynis clavata ingår i släktet Drepanogynis och familjen mätare. Inga underarter finns listade i Catalogue of Life.